# Wang Chuanfu
Wang Chuanfu (em chinês:  王传福; nascido em 1966) é um químico chinês, empresário bilionário e 
fundador, presidente e CEO da BYD Company.

## Carreira
Ele passou vários anos como pesquisador patrocinado pelo governo, mas em 1995 entrou no setor privado e fundou sua própria empresa, a BYD Company, fora de Shenzhen.  Fundada com seu primo Lu Xiangyang quando ele tinha 29 anos, a BYD Company é atualmente a maior fabricante mundial de baterias para celulares.  No início de 2009, ele valia US$3,4 bilhões, colocando-o em 408º lugar na Lista Global dos Ricos de 2014 do Hurun Report.  No final de 2009, o seu património líquido cresceu para 5,1 bilhões de dólares e foi coroado o homem mais rico da China no Relatório Hurun. Isso se deveu em grande parte a um aumento de cinco vezes no valor de sua empresa depois que a Berkshire Hathaway comprou 225 milhões de novas ações da BYD em 2008.
Em novembro de 2021, a Forbes informou que a riqueza de Wang aumentou para US$23,5 bilhões, tornando-o a 14ª pessoa mais rica da China. Isso se deveu a um aumento de duas vezes no preço das ações da BYD em relação ao ano anterior. 